# M24 Chaffee
El M24 Chaffee, oficialmente Light Tank, M24, fue un tanque ligero estadounidense utilizado a finales de la Segunda Guerra Mundial y en conflictos de posguerra como la guerra de Corea. En el servicio británico fue nombrado Chaffee en honor al general del Ejército de los Estados Unidos Adna R. Chaffee, quien ayudó a desarrollar el uso del tanque en las fuerzas armadas de Estados Unidos. Aunque fue concebido y clasificado como un tanque de reconocimiento, también cumplía las veces de uno de batalla. Su producción en serie comenzó en 1944 y fue el sucesor del M3 Stuart de la Segunda Guerra Mundial. Entre otras características destacaban su gran potencia de fuego y que fuese el primer tanque estadounidense en poseer un blindaje biselado.

## Desarrollo
Las anteriores experiencias operativas con el M3 Stuart habían demostrado las debilidades de este tanque, especialmente la insuficiencia del blindaje.
El carro de combate, designado con el nombre de T7 Light Tank, puesto en funcionamiento como sustituto del M3 Stuart resultó ser de fabricación mediocre, por lo que fue retirado en marzo de 1943.
En 1943 el “Ordnance Department” y la división Cadillac de General Motors, comenzaron a trabajar en un nuevo tanque ligero para poder reemplazar al Stuart, necesidad constatada desde 1941. La Cadillac, tenía en el puesto de Jefe del Área de diseño de ingeniería al Sr. Edward N. Cole, responsable directo en el diseño de los tanques ligeros y vehículos de combate para las Fuerzas Armadas, el cual más tarde se convertiría en presidente de la General Motors’.
Las decisiones de diseño se basaron en las experiencias británicas en el Norte de África con los M3, las que concluyeron en que el nuevo diseño debía contar con todos las buenas prestaciones de los Stuart, principalmente su planta motriz. Poseer un cañón de 75 mm, (cañón M6, previamente probado en el M8 HMC) de forma de hacer frente en forma efectiva a los pesados blindajes alemanes, y de un peso menor a las 20 ½ toneladas, para poder ser desplegado por mar rápidamente y en grandes cantidades a Europa, recortando así los tiempos de entrega. Además el diseño fue guiado por la nueva doctrina de la Fuerza Blindada estadounidense, la cual limitaba el empleo de los tanques ligeros, asignándolo al rol de reconocimiento y no para enfrentarse decisivamente a otros tanques.
El proyecto se aprobó el 29 de abril de 1943 y se lo nombró “T24 Light Tank”, y la División de Cadillac Motors’ presentó el 15 de octubre de 1943 dos prototipos iguales denominados T24. En comparación al M5 y al T7, el T24 presentaba un nuevo diseño (casco similar a los alemanes), con una innovada suspensión por barras de torsión, un vehículo mucho más sofisticado que la línea Stuart. El poder de fuego de su cañón casi idéntico al de los Sherman y más poderoso que la mayoría de los tanques medianos diseñados en 1939, la torreta se diseñó para que 3 hombres la ocuparan (emulando a los tanques medianos) y que sus asientos sean parte de esta.
Inmediatamente de concluidas las pruebas a los prototipos, el “Ordnance Department” ordenó que 5000 vehículos fuesen construidos, aumentando así la cantidad del primer pedido de 1000 unidades (solicitado antes de comenzar las pruebas debido a la confianza en el diseño planificado), además se ordenó que se le agregase una cúpula (32 pulgadas de diámetro) para el comandante (D90095) similar a la del M4 Sherman, pero del lado izquierdo. Entre otros detalles del prototipo, originalmente se intentó que la tripulación sea de cuatro tripulantes, siendo el asistente del conductor/radio operador el cargador, debiendo desplazarse hacia la torreta para cargar, ya que este tanque era de reconocimiento, pero esto fue rechazado, quedando esta configuración para casos de contingencia por falta de tripulación.
El 15 de octubre de 1943 se terminó el primer prototipo, a partir del cual se inició en la primavera de 1944 la producción designada como Light Tank M24. Las instalaciones estaban ubicadas en Cadillac desde abril de 1944; a partir de julio de ese año se añadió una más en Massey-Harris. Cuando finalizó la producción en agosto de 1945, 4731 unidades de M24 Chaffee habían salido de las líneas de montaje. A las fuerzas armadas británicas se les entregó una cifra desconocida.
La Compañía Massey-Harris, una prestigiosa firma en la manufacturación de tractores y otras maquinarias, y una de las principales fundidoras, creada en 1890, aún sigue en funcionamiento, con un gran legado de calidad en la producción. La producción en masa comenzó en abril de 1944 en la División de Cadillac Motors’ (General Motors’ Corporation en Detroit) pero sería en mayo que realmente se aceleraría la misma, al finalizarse la producción del M5A1 en la Cadillac.
Es en julio, que coincide la autorización de su designación oficial “Light Tank M24”, con el comienzo de producción en la otra firma contratada, la Massey-Harris (Milwaukee) la cual por ese entonces finalizaba con su producción del M5A1.
Dentro de cada tanque M24, se colocaba una placa, proclamando orgullosamente que era un producto Cadillac. Para cuando la producción finalizó 4.731 M24s habían salido de las líneas de ensamblaje entre ambas compañías. Su producción finalizó abruptamente, el último tanque rodo la línea de ensamblaje de Cadillac el 24 de agosto de 1945. Volviendo la firma a la producción de modelos civiles, con el “Modelo 46”, el 7 de octubre de ese año. Para el 30 de septiembre de 1945, cada unidad se valoraba en un precio de US$39.653.

## Características
La tripulación consiste en 5 hombres, jefe de carro, tirador, cargador, conductor y asistente del conductor/radio operador.2
Con un peso de 18.409 kg., el tren de potencia es dado por un par de motores refrigerados por agua, modelo 44T24V-8, transmisión (caja de cambios) automática “Hydra-Matic”. Para no extralimitarse en el peso, la protección blindada se dejó al mínimo, con un máximo de 3,8 cm. en la torreta y un mínimo de 0,9 pulgadas en el techo de la misma.11-24
La torreta presentaba los asientos de los tripulantes suspendidos desde la base con forma de anillo, con una velocidad máxima en deriva de 24°/s. Dentro de esta se ubican a la izquierda, las estaciones del tirador y del jefe de carro, mientras que la del cargador se ubica a la derecha.
En el lado frontal izquierdo del casco se ubicaba el conductor, y el asistente de conductor/radio operador en la derecha. 
Las escotillas del casco pueden ser abiertas sin depender de la posición de la torreta posibilidad muy apreciada por la tropa, acostumbrada a las pequeñas escotillas del Stuart, además de contar con una escotilla de escape en el piso del casco detrás del asiento del asistente del conductor/radio operador.

En la parte trasera-externa de la torreta se ubica el baúl de carga, el cual resultó muy pequeño para poder transportar todos los equipos de los tripulantes y los artículos para el mantenimiento, por eso en versiones posteriores y/o en mejoras improvisadas se colocaron hierros a los flancos de la torreta para fijar mochilas y otros artículos.
En cada lado, las orugas (40,6 cm de ancho) son guiadas por el centro, mediante cinco pares de ruedas de rodaje cubiertas de caucho (63,5 cm de diámetro), cada rueda de camino está unida a un brazo el cual se une a la barra de torsión correspondiente, cada oruga es impulsada por una rueda tractora.
Logísticamente demostró ser un vehículo fácil de mantener, y más adelante al ser exportado demostró ser un tanque económico, ideal para países de poca inversión bélica. Los motores estaban montados sobre rieles para facilitar su mantenimiento. Cada motor era idéntico e intercambiable. Un sincronizador o unidad de transferencia, generaba 8 velocidades hacia adelante, con una velocidad máxima de 35 mph y 4 en reversa, alcanzando las 18 mph en reversa.

### Movilidad
El nuevo tanque superó a todos los tanques ligeros de la Segunda Guerra Mundial. Demostró mayor movilidad que el excepcionalmente ágil M5, gracias a sus orugas más anchas de 16 pulgadas, y la suspensión por barras de torsión (utilizadas por el cazacarros M18 “Hellcat”), lo que habilitaba a transitar por una mayor gama de terrenos, así como obtener un mayor control y confort en la conducción.
Los controles para la conducción constan de palancas iguales para el conductor y para su asistente. La “palanca selectora de avance” permite al conductor seleccionar, posición en neutro, avance, y avance en baja, esta palanca no ejecutaba los cambios, sino que posicionaba las válvulas del mecanismo de transmisión para que este trabajase de la forma elegida (adelante en baja, hace que el vehículo marche en primera o segunda). La “palanca selectora de la unidad de transferencia” permite pasar de neutral, adelante en alta y baja, y reversa. El pedal del acelerador controla las revoluciones de ambos motores, y el pedal del neutro permite al conductor dejar en neutral al mecanismo de transmisión temporalmente mientras que este presionado, sin tener que mover la “palanca selectora de avance”. Para pasar de avance en alta o baja, o pasar a reversa, el mecanismo de transmisión debía estar en neutro, ya sea por presionar el pedal o por mover la “palanca selectora de avance”.
La dirección de vehículo se lograba a través de un controlador de diferencial tipo “Cletrac” (diferencial gobernado) instalado en el frente del casco, para girar y frenar. El sistema "Cletrac" fue introducido por la Compañía Cleveland Tractors’ en 1921. A fin de girar un vehículo sobre orugas, es necesario lograr que una oruga sea más rápida que la otra, causando que le vehículo gire hacia la oruga más lenta. El concepto era que un diferencial debe, además de hacer girar al vehículo, ser simple de operar. Este sistema está diseñado para que al aplicar el freno, el diferencial se vea forzado a rotar a un ritmo establecido, proporcional a la velocidad del desplazamiento. El sistema produce un giro de radio fijo, a menor presión sobre el freno mayor será el radio de giro, en el Chaffee es como mínimo de 14 metros. Una gran cubierta en forma octagonal cubre el diferencial, esta es removible y fue una de las características identificadoras más notables.

### Protección
Aumentó en protección, gracias a los grandes cambios de las formas actuales de los tanques, la forma redondeada del casco y de la torreta, produjeron una reducida silueta, y el colocar las planchas blindadas en pendiente 60° a la horizontal. Además las láminas blindadas se unieron por soldaduras y no por remaches como los pasados diseños, alcanzando una notoria mayor protección que el M5, siempre manteniéndose dentro de la teoría de que la protección también era otorgada por la velocidad y la agilidad, compensando el poco blindaje con que contaban.

### Armamento
Su cañón M6 de 75 mm puede disparar proyectiles de 14.4 lb a una velocidad de 2050pies/sec. Y su sistema de retroceso concéntrico, le otorgó mayor espacio en la torreta. Cuenta además con un estabilizador de elevación hidráulico, que le daba estabilidad en elevación durante el tiro o movimientos bruscos, pero no le permitía hacer blanco en movimiento, el inconveniente del M6 es que desarrollaba poca velocidad inicial para sus proyectiles perforantes, lo que provocó que su efectividad antitanque se haya visto muy disminuida. El cañón M6 y la ametralladora Browning M1919A4 HB de 7,62 mm están montados en un afuste combinado, M64.
El tanque podía transportar 48 proyectiles de 75 mm (AP, APC, HE, WP, Canister), almacenándola debajo del piso del compartimiento de combate, en contenedores (cuatro a la izquierda y tres a la derecha) protegidos alrededor de las mismas por camisas de pared doble, las cuales se llenaban con agua.
El sistema de armas contaba además con un mortero M3 de 51 mm (2") fijado con una elevación de 35°, en el lado frontal derecho de la torreta, delante de la escotilla del cargador, con el fin de lanzar granadas de humo, para acciones de romper el contacto, con capacidad para almacenar 14 de estas granadas. El mortero fue colocado por las solicitudes formuladas en la mejoras que necesitaban los modelos Stuart por las tropas británicas, pero solo se les instaló en las primeras versiones, ya que más adelante fue eliminado, visto las modificaciones que hacían las unidades en campaña y el poco empleo de esta arma, en su lugar se coloca una antena de salida para maximizar el empleo de las comunicaciones.
Sobre la torreta y detrás del cargador, una ametralladora M2HB de 12,7 mm (.50), “The Big Fifty”, para ser empleada como arma antiaérea, esta ubicación fue seriamente criticada, por no ser práctica de disparar contra personal y tanques ligeros enemigos, por lo cual fue modificada, pasándola al frente de la escotilla del comandante, primero en forma improvisada, y luego desde las líneas de ensamblaje.
En el lado derecho del casco y operada por el asistente de conductor/radio operador, se colocó otra ametralladora Browning M1919A4 de 7,62 mm, para aumentar aún más el poder de fuego frontal.

## Variantes
- Tanque ligero T24 – Prototipo, como tanque ligero M24.

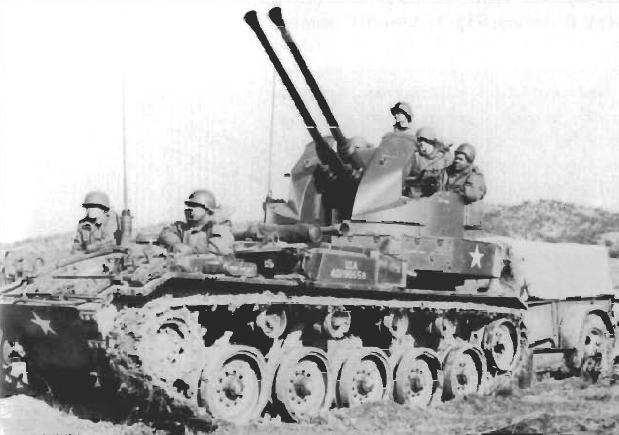
Artillería antiaérea autopropulsada M19 GMC con doble cañón de 40 mm.
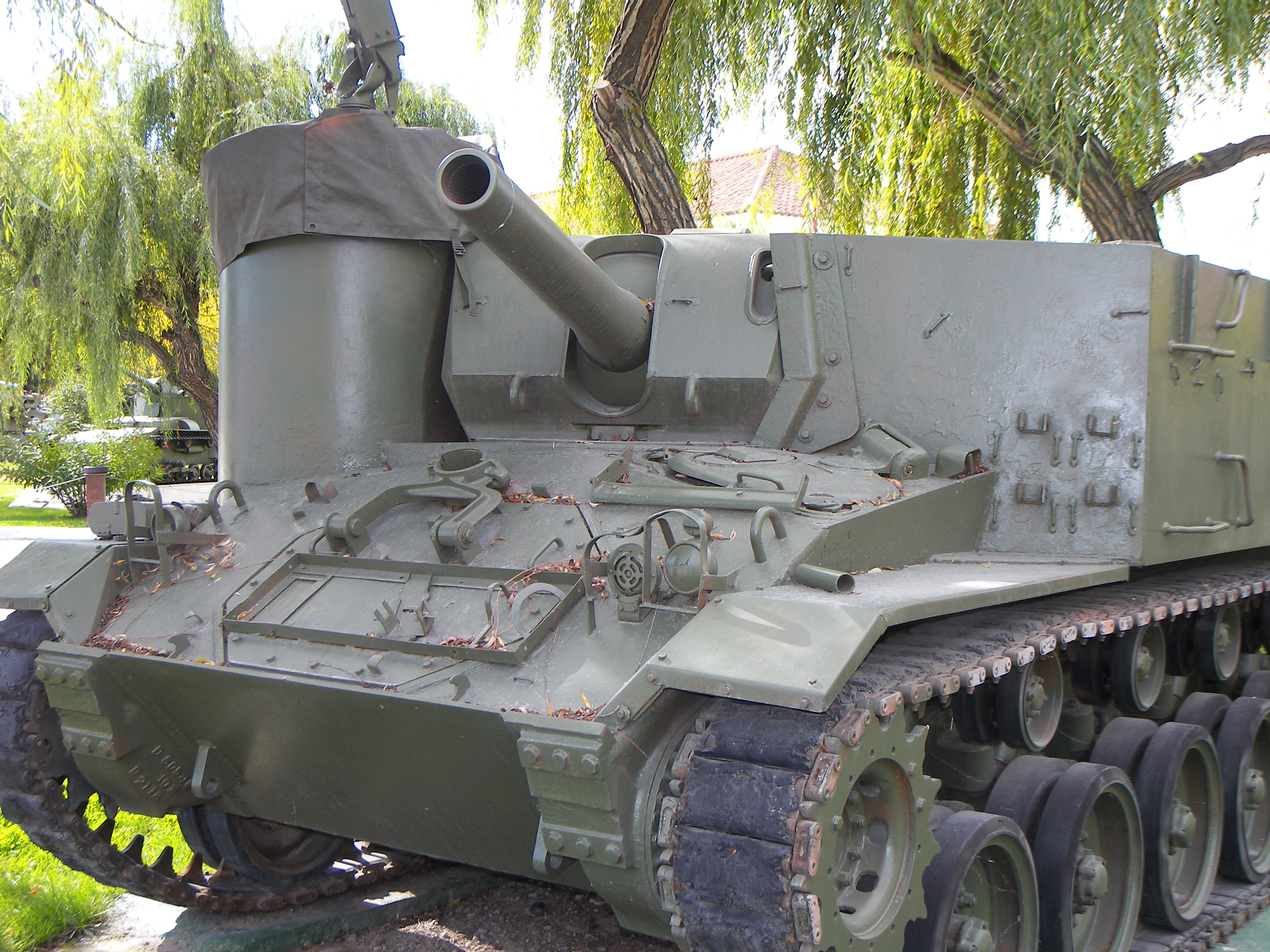
Obús autopropulsado M37 de 105 mm del Ejército de Tierra de España.
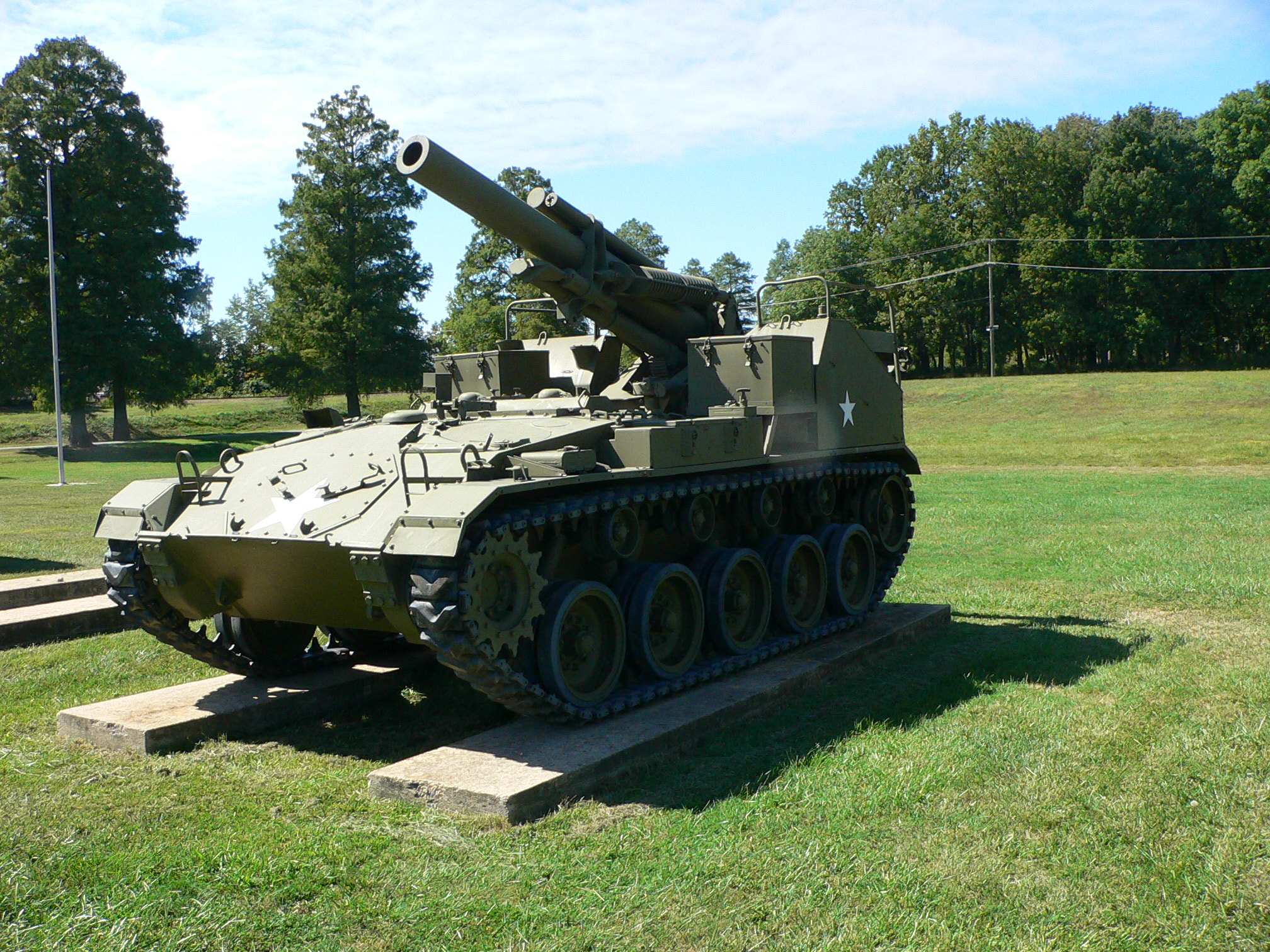
Obús autopropulsado M41 de 155 mm en un museo del Ejército de los Estados Unidos.

### Vehículos experimentales
- A mediados de la década de 1950, Francia comenzó un experimento con el fin de aumentar el valor militar del M24. Para ello, algunos fueron equipados con la torreta del AMX-13. También hubo algunos AMX con la torreta del M24. A modo de prueba, un M38 Wolfhound también fue equipado con la torreta de un M24 Chaffee.

## Datos técnicos

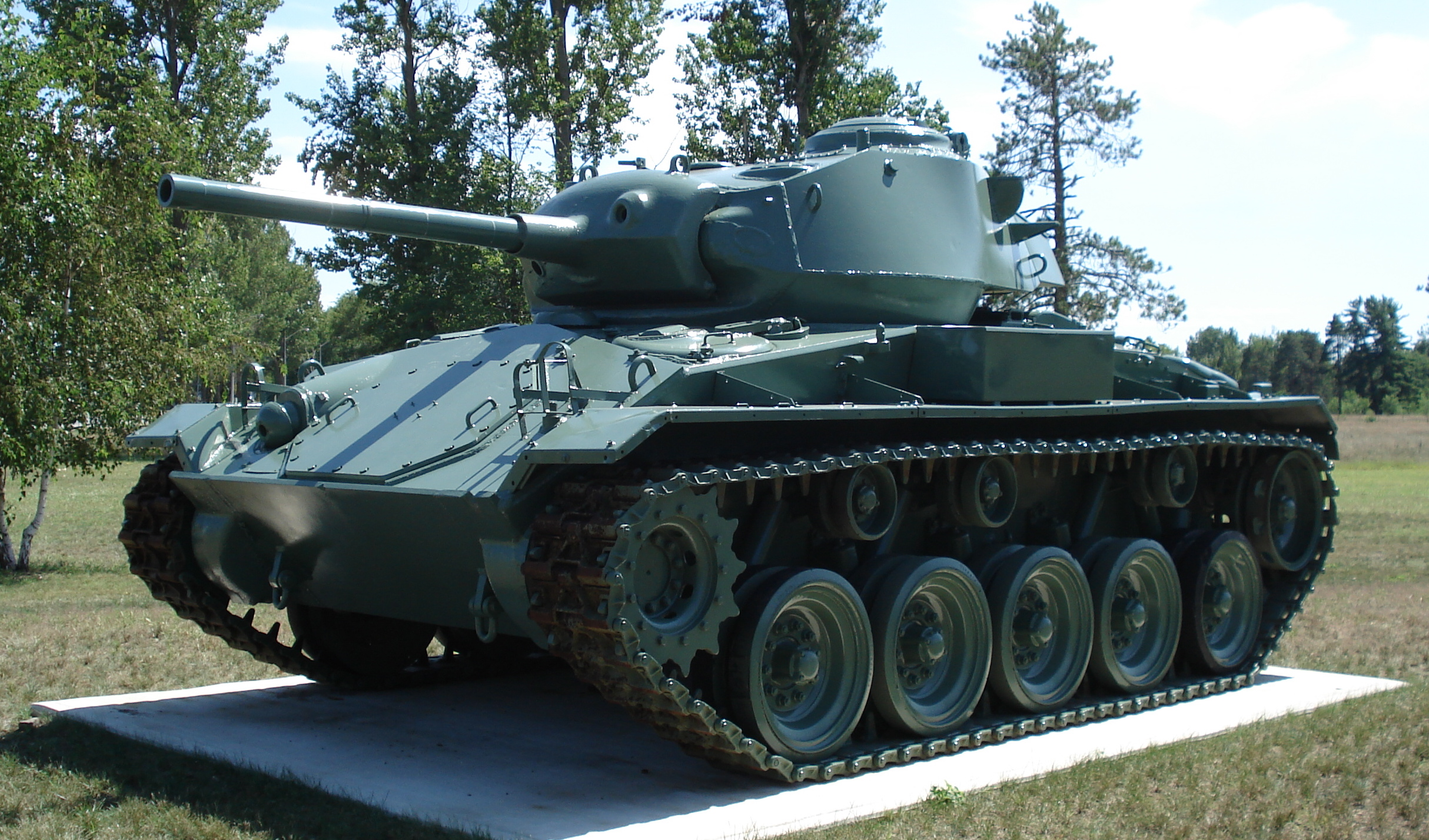
M24 Chaffee en el CFB Bordem-Museum en Canadá.

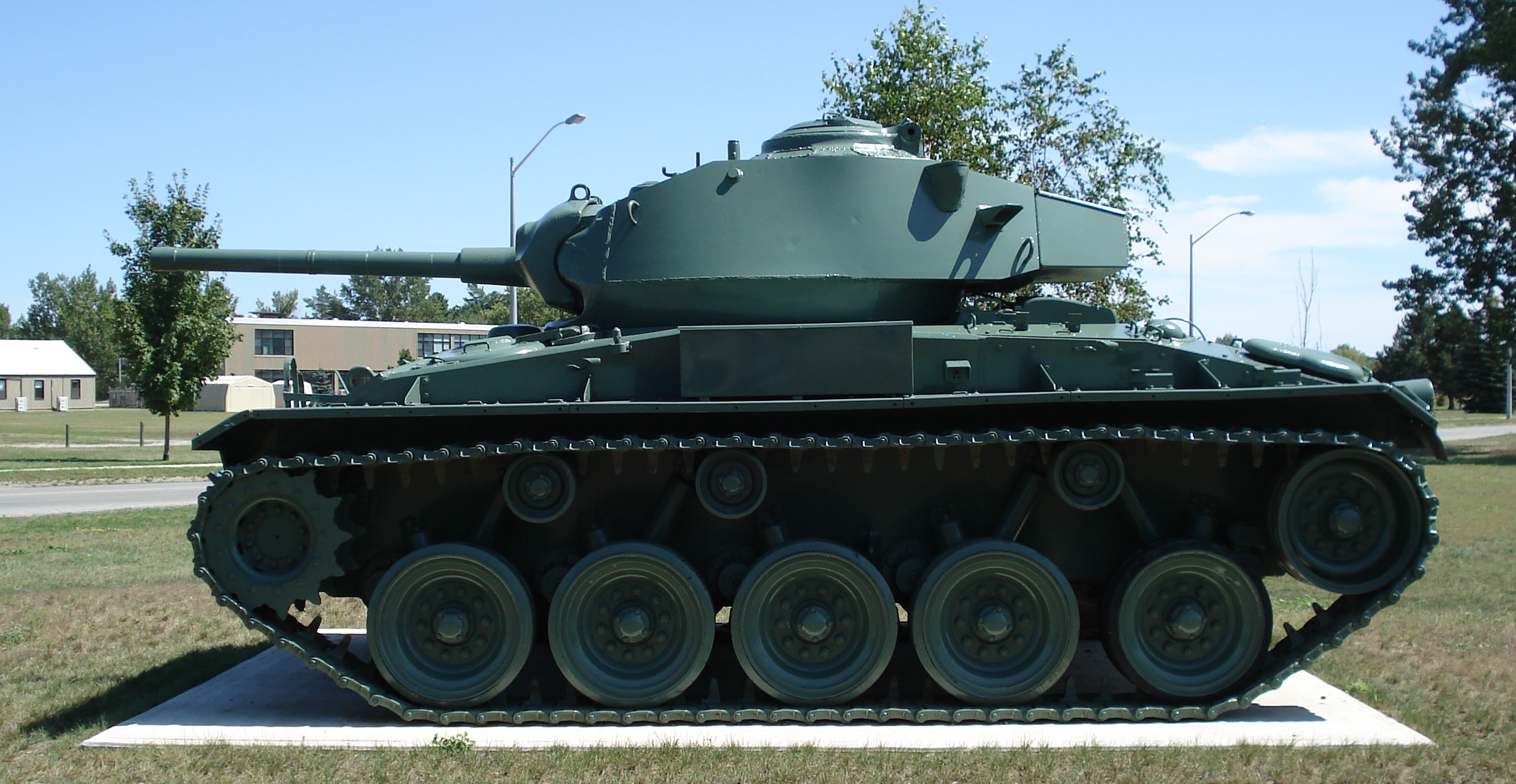
El mismo visto desde un lateral.

| Nombre                | Tanque ligero M24                                                     |
| --------------------- | --------------------------------------------------------------------- |
| País de Origen        | EE. UU.                                                               |
| Tiempo de producción  | 1944 hasta agosto de 1945                                             |
| Peso                  | 18,4 Tm (40,500 libras)                                               |
| Longitud cañón 12h    | 5,56 m (18,24 pies)                                                   |
| Longitud cañón 6h     | 5,03 m (16,5 pies)                                                    |
| Anchura               | 3 m (9,84 pies)                                                       |
| Altura                | 2,77 m (9,08 pies)                                                    |
| Tripulación           | 5 hombres                                                             |
| Blindaje              | 9,5–38 mm (0,37–1,49 in)                                              |
| Armamento principal   | 1x Cañón M6 75 mm, 48 proyectiles                                     |
| Armamento secundario1 | 1 ametralladora Browning M2HB de 12,7 mm, con 440 balas               |
| Armamento secundario2 | 2 ametralladoras Browning M1919A4, con 3.750 balas                    |
| Motor                 | 2x Cadillac Series 44T24, V 8, gasolina, refrigerados                 |
| Rendimiento           | 300/220 PS (220/164 kW) dependiendo de la versión, difieren           |
| Poder de rendimiento  | 12,2–16,09 PS/t                                                       |
| Suspensión            | Barra de torsión                                                      |
| Autonomía             | 160 km aprox                                                          |
| Velocidad máxima      | 56 km/h (37 min/h) por asfalto, 40 km/h (25 min/h) por campo traviesa |

## Antiguos operadores
- Arabia Saudita
- Austria
- Bélgica
- Camboya

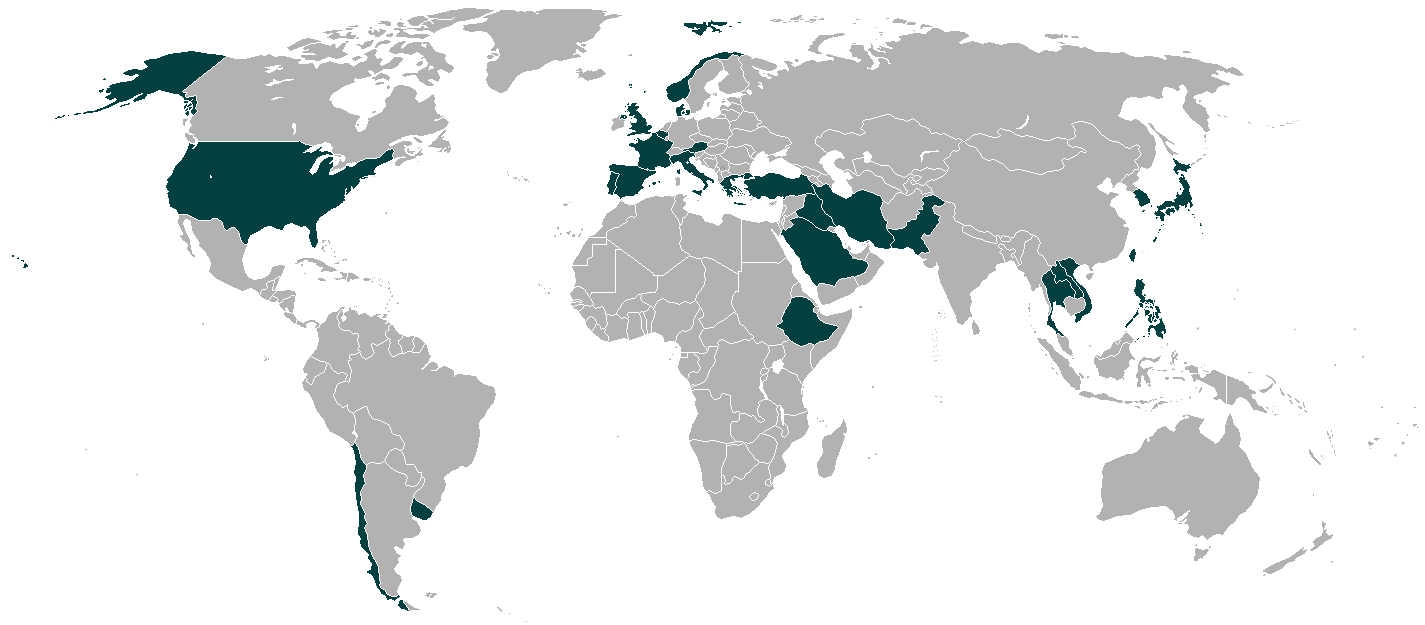
Operadores del M24.

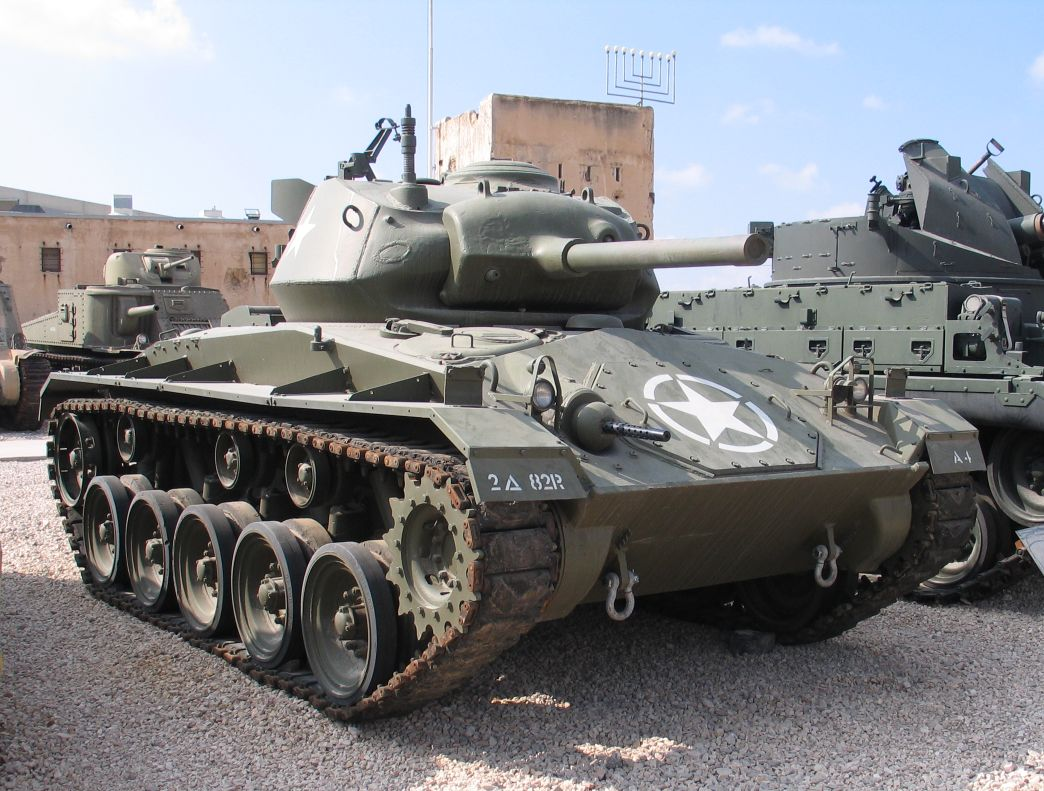
Un M24 expuesto en el museo de tanques Yad La-Shiryon de Israel.

- Chile blindados repotenciados con cañones de 60mm hyper velocity, sistemas de combate nocturno y motores diésel Detroit

- Corea del Sur- 30 Chaffee utilizados para entrenamiento a principios de los años 1950. Posteriormente traspasados al Ejército de la República de China.
- Dinamarca
- España
- Estados Unidos
- Etiopía
- Filipinas - un número desconocido de Chaffee, 2 se encuentran expuestos en Lingayen, Pangasinan.
- Francia
- Grecia
- Irán
- Irak
- Italia
- Japón
- Laos
- Noruega - 123 que entraron en servicio en la década de 1950, los últimos Chaffee fueron retirados de servicio en 1993.
- Países Bajos - 50 que entraron en servicio tras la Segunda Guerra Mundial, retirados de servicio hacia 1962.
- Pakistán
- Portugal
- Reino Unido
- República de China
- Tailandia
- Turquía
- Uruguay - 25 modernizados.
- Vietnam
- Vietnam del Sur

```
                
 
Honduras
 10
```

## Historia operacional

### Segunda Guerra Mundial
En agosto de 1944 se planificó el envío de los primeros tanques M24 (160 unidades), con destino a Europa, y que los batallones de tanques (Ligeros) el 744.º (prioritario) y el 759.º, ambos conformados completamente por tanques ligeros, para que sean las primeras Unidades en emplearlos, ya que el contar con Stuart los hacían incapaces de combatir. Una vez completados ambos batallones, se pasarían a equipar las compañías de tanques ligeros de las Unidades pertenecientes a la 2.ª División Blindada y a la 3.ª División Blindada. Aunque la intención fue la de desplegar en agosto, por problemas técnico-logísticos esto no fue posible, y la misma se ejecutó en noviembre de 1944, transportando un total de 200 tanques.
Los primeros veinte M24 llegaron a Francia el 9 de diciembre de 1944, al puerto de Cherbourg, donde pasaron a ser transportados por tierra, con órdenes de suministrar de este nuevo material al 9.º Ejército, que se encontraba cerca de la ciudad de Eindhoven, en el sector norte del frente Aliado. Debido a que este sector estaba considerado tranquilo, y bajo el principio de economizar fuerzas, fue utilizado como área de entrenamiento para las unidades recientemente desplegadas.

#### 740.º Batallón de Tanques (Medios)
El 740.º Batallón de Tanques, luego de finalizada su preparación en Fort Knox, en julio de 1944 parte en dirección a Inglaterra, donde continua con su entrenamiento hasta octubre. Mes en el cual cruzan el canal desembarcando en la playa de Utah.
Asignados al 1.er Ejército de los Estados Unidos, bajo el nombre código de “Daredevil”, cruzando por París, marcharon a su destino en Aubel/Neufchateau, Bélgica, Sector norte, tranquilo al parecer, normalmente se enviaban las nuevas unidades a entrenar, o a las desgastadas a descansar, arribando allí el 30 de noviembre con la particularidad que llegaron sin tanques. Al empezar la Batalla del Bulge, el 16 de diciembre se le ordenó armarse con tanques de los depósitos de la zona, logrando así un total de 14 (catorce) M4 tanques británicos, 5 (cinco) M4A1 (anfibios), y un M36, a los que se sumaron 2 (dos) M24 requisados cerca de Remouchamps el 20 de diciembre. Al día siguiente dirigiéndose al Valle de Ambleve, es donde entran en combate, en la localidad de La Gleize a dos millas de Stoumont, en apoyo a la 30.ª División de Infantería estadounidense, contra la 1.ª División de Tanques de la SS, parte de la Kampfgruppe de Peiper.
El 740.º permaneció con la 30.ª División hasta el 29 de diciembre, al día siguiente es transferido a la 82.ª División Aerotransportada, la cual se encontraba en la vecindad de Spa, que desde el 19 de diciembre en posición defensiva a lo largo del río Salm. El 740.º estuvo con la 82.ª hasta el 11 de enero. 
A mediados de diciembre de 1944, el convoy que llevaba los primeros M24, se desplazaba en dirección al 9.º Ejército, cuando la Contraofensiva de las Ardenas Batalla de Bastogne se ejecutó. Esto provocó que dos de estos M24 fuesen los primeros en entrar en combate, al participar en dicha batalla, formando parte de la Compañía D del 740.º Batallón de Tanques (Medios) del Ejército estadounidense, parte del VII Cuerpo de Ejército estadounidense, dentro del 1.er Ejército de los Estados Unidos. Estos dos M24, fueron requisados por necesidad, aparentemente sin órdenes oficiales, por Sres. Oficiales del Batallón, la requisa sucedió durante el desplazamiento del 740.º, con destino al gran depósito de combustible de Stavelot.

#### 744.º Batallón de Tanques (Ligero)
Recibió el resto de los M24 (18) que se desplazaban en dirección al 9.º Ejército el 24 de diciembre, logrando ser completamente renovado en material el 15 de febrero de 1945. 
Este Batallón fue desplegado en Francia a fines de julio de 1944, durante los combates de Set-Dic, estuvo en apoyo al 113.er Grupo de Caballería. En noviembre ocupó el área de Geilenkirchen, el Grupo estaba bajo el mando de la 84.ª División de Infantería, operando en este sector, parte del frente contra la línea Siegfrido. El 20 de diciembre el 113.er es relevado del área, pasa a depender del 102.ª División de Infantería moviéndose en dirección al área de Gey. El Batallón operó orgánicamente con los Chaffees, en la Operación Granada, en apoyo nuevamente al 113.er Grupo de Caballería, ahora bajo el comando de la 30.ª División de Infantería, para cruzar el río Roer, en marzo es transferido a la 75.ª División por el resto de la Guerra.
Reportes enviados por el 744.º Batallón de Tanques, remarcaron que a razón de velocidad, sistema de suspensión, rodamiento, y potencia el Tanque Ligero M24 fue encontrado muy maniobrable, tanto en nieve, como en suelos mojados. Demostrando la calidad de su resistencia en sucesivas oportunidades, así como la cualidad de mantenerse operativo, luego de sufrir fallas menores de mantenimiento, o impactos por armas antitanques. Su baja silueta ha sido una excelente ventaja con la combinación de velocidad y maniobrabilidad, dando poco blanco al enemigo. Al ampliar el espacio de la torreta ha mejorado la eficiencia de la tripulación así como una reducción en la fatiga en operaciones continuas. La mira telescópica es excelente, Tiradores han podido detectar blancos que sus jefes de carro no alcanzan a ver. Los motores fácilmente accesibles para mantenimiento pudiendo ser cambiados en la mitad de tiempo que los M5A1.

#### 759.º Batallón de Tanques (Ligero)
La entrega al 759.º se fectuó después del Día VE, ya en estado de ocupación en Alemania. El 759.º Batallón de Tanques Ligeros, del Ejército estadounidense, fue activado en junio de 1941 para ser empleado en la Segunda Guerra Mundial. Al principio fue equipado con los M3, desembarcando con estos el D+10 en Normandía, formando parte del 1.er. Cuerpo de Ejército dentro de la 2.ª División de Infantería, la cual estaba en Omaha desde el D+1.
Curiosamente estos tres batallones estuvieron bajo el mando del VIImo Cuerpo estadounidense, durante el periodo 6 de junio de 1944 al 31 de mayo de 1945, y los tres participaron de la Operación Granada a fines de febrero, organizada y planificada por el 9.º Ejército de los Estados Unidos, en busca de cerrar el frente en dirección al Rinhe. El 20 de marzo las primeras unidades cruzaban el río, dirigiéndose al este, al norte de Ruhr. Rodeando al Grupo de Cuerpos de Ejércitos “B” alemán.27

#### 2.º Grupo de Caballería (Mec.)
Antes de poder reequipar al 744.º Batallón de Tanques, a causa de la lucha contra la saliente alemana en las Ardenas, hubo un cambio en las órdenes de entrega del M24, pasando estos a ser entregados a los Grupos de Caballería del 1.er Ejército de los Estados Unidos y del 3.er Ejército de los Estados Unidos.
La primera de estas entregas se conformó por 34 vehículos, en febrero de 1945 asignándolos al 2.º Grupo de Caballería (Mec.) apostados en Francia, el cual se encontraba en el sector sur del frente contra la saliente alemana en Ardenas.
El Comando del 2.º Grupo, les asignó en partes iguales 17 a la Tropa F (Compañía de Tanques) del 2.º Escuadrón (nivel batallón) de Reconocimiento de Caballería, y 17 a la Tropa F (Compañía de Tanques) del 42.º Escuadrón (batallón) de Reconocimiento de Caballería.
El 2.º Grupo de Caballería, así como las otras unidades de caballería, no fue empleado directamente en el contraataque para reducir la penetración alemana. El 2.º Grupo contribuyó al esfuerzo general, bajo el principio de economía de fuerzas, principalmente cubriendo el flanco sur del XIIvo Cuerpo de Ejército, próximo al área de Sarreguemines, antes y durante la Batalla del Bulge.
Entre el periodo de la batalla de las Ardenas y la persecución final dentro de Alemania, gracias al 2.º Grupo de Caballería, los Aliados ganan terreno entre la Muralla Oeste y el río Rhine. Esperando por los elementos en Vanguardia de la 10.ª División Blindada que los relevasen. Completada esta operación que los llenó de prestigio, volvieron a cubrir el flanco del XIIvo Cuerpo de Ejército, hasta el fin de la Guerra.
El Coronel Charles H. Reed, Comandante del 2.º Grupo de Caballería, creía que el M24 no era perfecto, pero afirmaba que este permitía a la Caballería operar ante la presencia de enemigos blindados. Afirmando que este tanque ha sido bienvenido en nuestras dos Tropas (Compañías) de Tanques, cambiando la mentalidad de sus comandantes los cuales ahora vean viable el empleo de la Tropa de Tanques, en los Escuadrones de Reconocimiento.

#### Ejército de Vigilancia de Ocupación
A partir de enero, a medida que llegaban los M24 se lo asignaba en forma dispersa, alcanzando a las unidades de primera línea muy lentamente. En abril de 1945, varios Stuart fueron reemplazados por los M24, en la 7.ª y 11.ª Divisiones Blindadas, tanto en los batallones de tanques ligeros como en los Escuadrones de Reconocimientos.
Para el fin de la Guerra la mayoría de las Divisiones Blindadas aún contaban con los M5, pocas habían podido tomar contacto con el nuevo tanque, esas Unidades recién recibieron los M24 después de que la Guerra había finalizado, Unidades que luego pasaron a formar parte de las Unidades de Vigilancia (Constabulary Units), a cargo de la ocupación y transición en Alemania.11

#### Rendimiento general del “Chaffee” en la IIGM
Tanto los Batallones de Tanques como los Escuadrones de Reconocimiento quedaron impresionados por los M24, cansados del ruidoso, pobremente armado y pobremente blindado Stuart, notoriamente conocido por arder en llamas al mínimo impacto.
En el otoño (septiembre-diciembre) de 1944, los M24 fueron la respuesta a medias a las necesidades de los Aliados, ya que a lo que concierne al 12.º Grupo de Ejércitos de los Estados Unidos, la mayor agrupación de unidades en Europa, el M24 no pudo reemplazar al M5 completamente, pero varias unidades fueron testigos del nuevo modelo, a pesar de todos los intentos del Departamento de Guerra.
Al final de la guerra la mayoría de batallones de reconocimiento aún estaban equipados con los M24. Los tanques ya existentes habían demostrado ser muy útiles, sobre todo debido a su capacidad todoterreno que, en contraste con el mayor calibre del cañón del M5, obtuvo un reconocimiento general. Debido a su función de reconocimiento, el M24 no poseía la capacidad de combate de algunos tanques alemanes, aunque su maniobrabilidad el calibre del arma principal le permitían retirarse sin daños al ser avistado. El empleo del M24 no tuvo un efecto significativo en la Segunda Guerra Mundial, ya que empezaron a utilizarse al final de la contienda y en números muy reducidos.
El M24 demostró ser el “mejor tanque de reconocimiento en todos los ejércitos en la Segunda Guerra Mundial” de acuerdo a la Sección (Oficina) Blindada del Estado Mayor del 12.º Grupo de Ejércitos de los Estados Unidos.28
Tte. Coronel Charles J. Girard, Comandante del 82.º Batallón de reconocimiento blindado (Europa 1945) dijo, “la unánime opinión de las experimentadas tripulaciones de tanques y sus comandantes es que el M24 presenta todas las características deseables de un tanque ligero alemán así como otras no incorporadas en los modelos alemanes ligeros”.30
Varios M24 en misión de reconocimiento se tropezaron con un par de Tigers alemanes, estos giraron sus lentas torretas para apuntar a los Chaffee, pero estos más rápidos giraron sus torretas mucho más rápido de lo que podían hacerlo los tanques alemanes, de esta forma tuvieron tiempo de acertar varios impactos de proyectiles rompedores, que impactaron en las torretas, naturalmente no pudieron penetrar el duro blindaje de los Tiger, aun así consiguieron detonar la munición interna, incendiando los tanques alemanes.
Los oficiales del 4.º Grupo de Caballería, manifestaron la alta superioridad del M24 sobre el M5A1, y el aumento en la potencia de combate de las unidades de reconocimiento.
Informes provenientes de las divisiones blindadas que recibieron los M24 antes de que la guerra terminara fueron generalmente positivos. Tripulaciones estaban a gusto, con la mejoras en capacidades a campo traviesa y confiabilidad, pero sobre todo por el cañón de 75 mm que superaba notoriamente al de 37 mm. El M24 no estaba a la altura de enfrentar a los tanque alemanes, pero su poder de fuego les dada una oportunidad al momento de rechazar el ataque. El ligero blindaje lo hacía virtualmente vulnerable a todos los tanques alemanes, cazatanques, y armas antitanques portátiles. Hay quienes opinan que la contribución del M24 para ganar la Guerra fue insignificante, ya que al arribar muy tarde y en pocas cantidades para reemplazar a los desgastados M5 de las divisiones blindadas.
Las deficiencias constatadas en su mayoría son propias de cualquier tanque ligero, como el pobre blindaje contra la mayoría de las armas y/o minas antitanques, pero además el cañón de 75 mm fue ineficaz contra el blindaje alemán, incluso a las distancia más cortas, en caso excepcionales pudo penetrar los flancos del Panzer IV. Entre otros problemas se encontraba el sobrecalentamiento de sus motores, y la pérdida de líquidos del sistema de retroceso hidráulico del cañón. El plan de carga de munición, en todos los calibres, fue insuficiente para las misiones normales, era muy común que los tanques quedaran sin munición la mayoría de las acciones. Otra queja fue el depósito de las municiones, solicitando un lugar más accesible.
El despliegue del M24 no llegó a tiempo para llegar a entrar en combate en el Pacífico, los Marines recibieron 10 M24 en 1945, previa solicitud de al menos una compañía de Chaffees por batallón, en busca de sustituir al Sherman M4, que era demasiado pesado para los cruces de puentes en Okinawa, y las orugas no eran lo suficientemente anchas para los terrenos selváticos, lo cual sería un problema al entrar en Japón, pero estos 10 M24 nunca fueron empelados, simplemente fueron guardados en depósitos.

### Corea
En la guerra de Corea el M24 fue el primer tanque utilizado contra los superiores T-34/85 norcoreanos, ya que era único tipo de tanque de las primeras tres Divisiones que entraron en acción en Corea, llegando a ser el único tanque ligero estadounidense en ese Teatro de Operaciones. Una vez sustituido por los tanques medios M4 Sherman, M26 Pershing y M46 Patton, volvió a utilizarse para realizar su función original de tanque de reconocimiento.
Este causalidad se dio por los recortes presupuestarios al Ejército estadounidense, que dejó al 8.º Ejército de los Estados Unidos desplegado en Japón, en un 70% de su fuerza, y sus batallones de tanques fueron reducidos a una sola Compañía de Tanques M24.
La organización doctrinaria adoptada en 1944 de los Equipos de Combate, se organizaba en cada categoría, ligero, medio y pesado, cada equipo en otras características utilizaba el chasis, el casco y los motores como base estándar para el diseño de vehículos de propósitos especiales necesarios para el soporte del tanque base del equipo de combate, cada equipo tendría sus vehículos especiales de acuerdo a su peso, y por ende a su tipo.
El “Light Weight Combat Team” (equipo de combate de tipo ligero) se basó en el M24, e incluyó el cañón antiaéreo autopropulsado M19 de 40 mm, el obús autopropulsado M41 de 155 mm o el obús autopropulsado M37 de 105 mm. Se intentó la construcción de un vehículo recuperador (T6E1) pero nunca fue producido en masa.
En la guerra de Corea, al igual que la Segunda Guerra Mundial, los tanque medios fueron los más empleados, pero cierto es que los primeros tanques en entrar al Teatro de Guerra, fueron los M24 del 8.º Ejército que se encontraba desarrollando tareas de ocupación en Japón. Por ende los primeros en hacer frente a la invasión blindada norcoreana. El M24 hizo poco contra los T-34, mejor armados y de tipo medio, quedando estos enfrentamientos para los equipos de combate equipados con el M4A3E8 Sherman (76 mm), o el M26 Pershing y el M46 Patton.
Unidades equipadas con el M24 sufrieron muchas bajas en los comienzos de la Guerra. Un ejemplo fue la Compañía de Tanques Ligeros (17 tanques) del 78.º Batallón de Tanques, que perdió todos sus tanques menos dos, en el transcurso de las dos primeras semanas del desembarco en el Perímetro de Pusan (a pesar de recibir un tanque más en la primera semana). El error fue utilizarlo como tanque medio, error que fue subsanado más adelante al ser empleado en operaciones de reconocimiento, para lo cual fue diseñado 5 años atrás, logrando así un empleo más exitoso en la Guerra.
Otro de las virtudes del M24 fue sin duda su chasis, con el cual luego de la Segunda Guerra Mundial se generaron plataformas especiales con diferentes propósitos de empleo. En octubre de 1944 se reutilizo el prototipo, modificándolo para que pudiese emplear un motor Continental R-975-C4 con una transmisión de convertidor de torsión tipo Spicer (igual que los cazatanques Hellcat M18). Se lo designó T24 E1, la prueba demostró un mejor desempeño, pero sufrió algunos problemas con su caja de cambios, lo cual afectaba considerablemente su fiabilidad.

### Indochina
Gracias a los acuerdos tipo préstamo de material bélico, como el “Lend-Lease Program” o el “Military Defense Aid Program”, el M24 se esparció por el mundo, prestando servicios en otros países aparte del Reino Unido y Estados Unidos, y por eso fue empleado en varios conflictos internacionales. El M24 Participó en Indochina y Argelia con los franceses, en el Sahara con los españoles contra Marruecos, y en las Guerras Indo-Pakistaní del lado de Pakistán.
Varios de estos vehículos abastecieron al Reino Unido, dentro del programa “Lend-Lease”, estos solicitaron 842 unidades, pero solo recibieron 302 de este pedido, los cuales recién llegaron al teatro de operaciones en abril de 1945. Entre las unidades que recibieron el M24 están, los escuadrones de reconocimiento del 5.º Regimiento Real de la Guardia de Dragones y del 8.º Regimiento de Húsares de la 7.ª División Blindada. Los ingleses le dieron el nombre que lo caracteriza, en honor al pionero de los blindados del ejército estadounidense, el Mayor General Adna R. Chaffee. Quien había sido designado jefe de las fuerzas blindadas previo a la entrada de EE. UU en la Segunda Guerra, pero un cáncer acabó con su vida en 1941, en honor al padre del arma blindada subsecuentemente EE. UU adoptó el nombre para la designación del modelo.
Gracias al mencionado programa, Australia y el Ejército Rojo de la URSS, recibieron un par de Chaffees cada uno para ser probado.
Así como otros modelos exitosos de la Segunda Guerra Mundial, el M24 fue suministrado a varios países alrededor del mundo y además fue empleado en diversos conflictos por varios años, incluso después de que EE. UU. lo haya cambiado por el M41 Walker Bulldog, al reconocer sus deficiencias.
Fue después de terminada la Segunda Guerra Mundial, que gran una cantidad de países comenzaron a reequipar sus unidades con tanques ligeros, principalmente porque Estados Unidos poseía en el año 1950 un inventario de 3457 M24 (900 operativos y 2557 fuera de servicio). Es en 1958 que estos fueran dados de baja, aproximadamente 1000 unidades pasaron a ser material de exportación. No había terminado 1958 cuando un 90% del total de los tanques construidos, fueron exportados o asignados a otros ejércitos.
Francia es el mayor comprador de M24, 1260 unidades, principalmente recibidas por los programas de ayuda militar que daba EE. UU., la mayoría de estos entrarían en combate en Indochina. A partir de 1956, Francia ejecutó varias modificaciones, en primera instancia para mejorar el desempeño antitanque, a algunos M24 se les cambió la torreta por la del Tanque Ligero AMX-13. Otra modificación y esta vez debido a que el cañón de 75 mm del AMX-13 no tenía un buen desempeño su munición de alto poder explosivo, en mayo de 1959 se realizó un contrato por 150 unidades (que no fue ejecutado, solo se construyó el prototipo) en al AMX.13, se les colocaría la torreta del Chaffee, en busca de satisfacer las necesidades y pedidos de las unidades de tanques en Argelia, a este tanque modelo se lo denominó AMX-13 Chaffee. En 1957 se le vendió a España varios M24 para enfrentar el Conflicto en el Sahara.
Poco después del final de la guerra de Corea, los franceses emplearon a sus Chaffee en la guerra de Indochina, a pesar de las condiciones del terreno desfavorables para los tanques. Empleándose en variadas misiones, tales como arma en apoyo a la infantería, custodia de convoy, bloqueos de puentes y reconocimiento de ruta, con buenos resultados, principalmente por los efectos de su gran acción de choque, además de la gran potencia de su munición de alto explosivo, ideal contra un enemigo sin tanques, el Chaffee generaba poca presión contra el suelo, lo cual le permitía transitar por terreno empantanados sin mayor problema.
Este conflicto llevó a que el Chaffee fuese empleado en otras, en la Batalla de Điện Biên Phủ, para la cual los M24 fueron desmantelados y transportados en avión. Hasta que fue conquistada Điện Biên Phủ en mayo de 1954 los M24 Chafee efectuaron 15000 disparos en apoyo de la infantería. En diciembre de 1953, buscando aumentar la capacidad ofensiva de la base aero-terrestre francesa, diez Chaffee fueron transportados por aire, los cuales serían organizados en un escuadrón, a órdenes del Capitán Yves Hervouët. Debido a que los franceses no poseían ningún avión capaz de transportar un M24, cada tanque fue desmantelado en 180 piezas, en la localidad de Hanói, desde allí volaron hasta el valle, cada tanque ocupaba seis C-47, y dos Bristol Freighters. Este movimiento se lo llamó Operación “Rondelle II” empezó el 16 de diciembre, cuando se marcó el área de ensamblaje al lado de la pista, dos días después llega el primer esqueleto, el 24 dos tanques estaban funcionando, y el 25 una Sección de Tanques paso a estar operativa, el 15 de enero finalizó la operación con éxito, quedando el escuadrón operacional, el 20 de enero.
La tarea de empeñarse como base de apoyo de fuego, a las operaciones en la base de Indo-China, causó que los M24 disparasen alrededor de 15.000 proyectiles a lo largo del sitio impuesto por el Viet Minh. Finalmente, la base fue arrasada y los franceses perdieron la campaña el 7 de mayo de 1954, la tenacidad del escuadrón y de sus tripulantes, la efectividad de sus disparos, los hicieron parte de las tradiciones de las fuerzas francesas, ningún “Bison” (sobrenombre dado la M24 por los legionarios) fue capturado, todos fueron destruidos.
Se constataron ciertas deficiencias para este tipo de ambiente operacional, ya que era muy ancho para transitar por las aldeas, o que las espoletas SQ de la munición HE detonaban contra todo lo que tocaban, incluyendo bambúes u otros objetos poco contundentes, antes de llagar al blanco.
Otro problema del M24 fue, que al ser empleado como apoyo de fuego a los ataques de la infantería, se producía un altísimo gasto de munición, un enfrentamiento ante tropas, armas colectivas y/o vehículos imponía por tanque entre 60 y 100 proyectiles de 75 mm, lo cual fue un problema ya que cada tanque almacena 48 proyectiles. Para aumentar su capacidad, se colocó munición en el baúl de la torreta, en la estación del asistente motorista, sobre el piso dentro del tanque, y sobre los guardafangos de las orugas. El disparar tanta munición con una altísima cadencia causó problemas con el sistema de retroceso, quedando tres cañones contra el fondo de la torreta.

### Sidi Ifni y el Sahara
En 1953 el gobierno español firmó los acuerdos militares con EE. UU. y como consecuencia en 1956 llegaron a España los primeros M-24. El primero en recibir los nuevos carros sería el Grupo de Dragones de Alfama de la División Brunete. En total se recibirían 180 unidades de este carro de combate.
El M-24 también estuvo presente durante el conflicto de Sidi Ifni y el Sahara,  aunque los carros no eran de origen americano sino comprados de segunda mano a los franceses. En Tafudart el intenso fuego de los carros de combate hizo retroceder al enemigo hacia Marruecos. 
Los M-24 que participaron en el conflicto de Sahara fueron encuadrados en el Grupo Expedicionario Pavía. Con la vuelta de la mayoría del personal a la Península, los M-24 se quedaron en el Sahara, cedidos a los Grupos Blindados I y II de la Legión, hasta su sustitución por los Panhard AML-60 y AML-90. Unas cuantas unidades de este carro acabarían como piezas fijas de artillería para la defensa del aeropuerto de El Aaiún.

### Conflicto Indo-Pakistaní
En la década de 1970, el M24 Chaffee fue utilizado por última vez en conflictos a gran escala dado que estaba siendo superado técnicamente por los tanques fabricados más recientemente. En la guerra indo-pakistaní de 1971 66 M24 de las fuerzas armadas de Pakistán de Bangladés fueron inutilizados en poco tiempo. La única excepción fue una emboscada en la que destruyeron varios tanques PT-76 sin pérdidas propias.

### Cuba
Algunos M24 desembarcaron en Bahía Cochinos en abril de 1961. Ahí se enfrentaron a los T-34/85 y SU-100 que se enviaron al encuentro de las tropas invasoras que los esperaban junto a tanques M41 tendiendoles en una emboscada.

### Vietnam
En Vietnam fueron intensamente utilizados durante el golpe contra Diem. Varios M24 de la escuela de blindados, se enfrentaron a las fuerzas presidenciales armadas también con M24, en noviembre del 63. También se vieron involucrados en el golpe de Estado del general Khanh, en enero del 64.

### Guerra Irán-Irak
En la guerra entre Irán e Irak entre 1980 y 1988 ambos bandos poseían un número desconocido de M24, sobre los que no se sabe nada acerca de su uso en la contienda.

### Alargamiento del tiempo de uso
A mediados de la década de 1970, los M24 noruegos experimentaron un aumento de su valor en combate mediante la instalación de un sistema antiincendios, un motor diésel y un cañón francés de 90 mm como sustitución del M6 de 75 mm. Estos nuevos tanques fueron nombrados NM-116 y estuvieron en servicio hasta 1992/1993.
Al mismo tiempo el ejército de Chile instaló en sus M24 un cañón de apoyo Hyper IMI-OTO de 60 mm (HVMS); esta versión fue empleada hasta 1999.
Al igual que otros exitosos tanques de la Segunda Guerra Mundial, el M24 Chaffee fue exportado a numerosos países. Continuó utilizándose en combate, aún mucho después de que el Ejército de los Estados Unidos lo desechara y lo sustituyera por el tanque ligero M41 Walker Bulldog.
En Uruguay, en primera instancia gracias al flujo del material proveniente del Lend-Lease, las Fuerzas Armadas del Uruguay pudieron iniciar su modernización y además se vio forzado a la reorganización de los efectivos, trayendo la moto-mecanización estadounidense, pero la adopción de las doctrinas estadounidenses tuvo una gran excepción, ya que no se sustituyó a la Caballería ni a la Artillería hipomóviles, por unidades mecanizadas equivalentes, sino que los vehículos blindados como el M3A1 complementaron a estas últimas.
Este primer hecho y la sucesión de los siguientes acontecimientos, ocasionaron la llegada del Chaffee al Ejército uruguayo. Previa firma de la Declaración de las Naciones Unidas teniendo a Uruguay como miembro (ratificada el 24 de octubre de 1945), se firmó el 2 de septiembre de 1947 en Río de Janeiro el Tratado Interamericano de Asistencia Recíproca (TIAR), como un pacto de defensa mutua.
En la Cuarta Reunión de Consulta de Ministros de Relaciones Exteriores, realizada en Washington en 1951, se adoptó -como Resolución III- la "Cooperación Militar Interamericana". En ella se afirmó que "la defensa militar del Continente es esencial para la estabilidad de sus instituciones democráticas y el bienestar de sus pueblos" y recordó las obligaciones asumidas "actuar conjuntamente en la defensa común y en el mantenimiento de la paz y la seguridad en el Continente", para lo cual se requería la adopción inmediata de medidas que salvaguardaran la paz y la seguridad del Continente.
La Resolución, imponía a las Repúblicas Americanas la necesidad de desarrollar su capacidad militar para, de conformidad con el TIAR, se asegurara su legítima defensa, individual y colectiva, contra ataques armados; se contribuya eficazmente a la acción de la OEA contra la agresión a cualquiera de éstos y, se provea, en el más breve plazo posible, a la defensa colectiva del Continente.
La Novena Conferencia Internacional Americana, en su resolución XXXIV, encomendó a la Junta Interamericana de Defensa la preparación de la legítima defensa colectiva contra cualquier agresión. Siguiendo estas consideraciones, se resolvió recomendar a las repúblicas americanas que orientaran su preparación militar de manera tal que, por medio del esfuerzo propio y de la ayuda mutua, y de acuerdo con sus posibilidades y sus normas constitucionales, incrementarán sus recursos y reforzaran sus fuerzas armadas para adaptarlas mejor a la defensa colectiva. Y además, que mantuvieran esas fuerzas armadas en condiciones tales que pudieran estar prontamente disponibles para la defensa del Continente.
La preparación militar antes mencionada se traduciría, naturalmente, en la llegada de nuevas remesas de armamento para nuestras Fuerzas Armadas. Por ello, el 30 de junio de 1952, Estados Unidos y Uruguay firmaron un Acuerdo de Seguridad Mutua, "Convenio de Asistencia Militar" o "Military Aid Program" (M.A.P.)
Es así que nuestro país comenzó a recibir nuevos envíos de material militar y policial estadounidense. Este provenía, al menos, de tres fuentes: el M.A.P., el Excess Defense Article Deliveries (envíos de Artículos de Defensa Sobrantes; EADS), la Foreign Military Sales (Ventas Militares al Extranjero; FMS) y la Office of Public Safety (oficina de Seguridad Pública) del Departamento de Estado.
En Uruguay se recibieron 17 de estos ejemplares más dos Kit M4, el 30 de septiembre de 1958, todo asignados al Batallón de Infantería n.º 13, gracias al ya mencionado M.A.P. Más tarde en los años 83 y 84 se cambian los motores originales, por un motor diésel (Scania DN-11) y una caja de cambios automática (GAV 762), lo que le dio mejores prestaciones en autonomía, velocidad y seguridad, a su vez disminuyó los costos en mantenimiento, no todo fue beneficio, ya que la repotenciación aumento considerablemente el desgaste en el sistema de rodaje.
Desde 1958 hasta que causaron baja por los 25 tanques M-41C recibidos de Brasil.

## Instrucción basada en la simulación virtual
El C.A.O.S. es un sistema compuesto por módulos tripulados o estaciones de trabajo que permite a las unidades blindadas, de caballería o infantería mecanizada, entrenar tareas individuales y colectivas del personal de una Sección, como parte de un Equipo de Combate (incluyendo apoyos de ingenieros, artillería y administrativos-logísticos) apoyado por medios aéreos en forma directa.

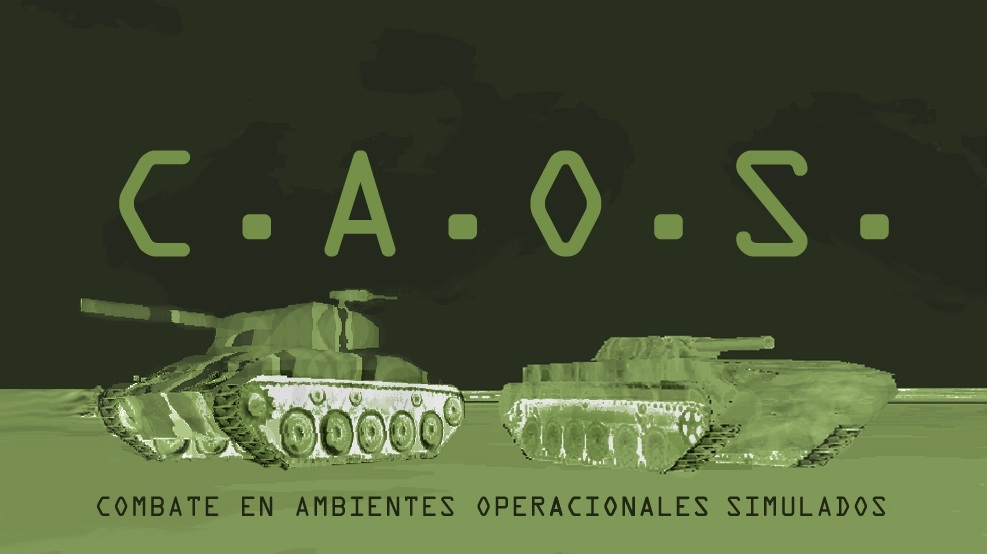
Combate en Ambientes Operacionales Simulados

El sistema de entrenamiento C.A.O.S. está compuesto:
•	Módulos Tripulados (réplicas de vehículos de combate reales)
•	Instructor coordinador y Estación de Comando, apoyo al combate y servicios
•	Estación de control, evaluación y correcciones
•	Dirección de Planificación y Administración
Estos componentes operan en conjunto, utilizando un campo de batalla digitalmente generado por una computadora, una red local, y una interfaz que permite al hardware de los módulos tripulados realizar las operaciones dentro de cada vehículo en el ambiente operacional simulado.
Las tripulaciones maniobran en un campo de batalla virtual con las réplicas de los TL M24 y los BVP-1. Adicionalmente el C.A.O.S. cuenta con un helicóptero de ataque, que permite a las tripulaciones integrar reconocimientos aéreos y apoyo aéreo cercano a las operaciones, logrando así materializar ejercicios de armas combinadas.
El C.A.O.S. incluye fuerzas semiautomáticas denominados objetos no tripulados (ONT), que materializan una variedad de elementos enemigos y amigos, como tropas a pie, vehículos de combate, tanques y vehículos multipropósito y de servicios. Estos ONT pueden desplazarse individualmente o por grupos tácticos operaciones, a diferentes velocidades. Expandiendo así las posibilidades de los ejercicios de simulación y aumentando los niveles de dificultad.
El centro de control para las unidades en entrenamiento se denomina “Instructor coordinador y Estación de comando, apoyo y servicios”, este además de ejercer el control sobre los ONT, su administra los recursos en apoyo al combate, así como reproduce fallas individuales a los vehículos.
Las unidades en entrenamiento pueden aumentar el personal en instrucción agregando especialistas para cada apoyo o servicio solicitado por las tripulaciones en el campo virtual. A su vez obliga a la planificación por parte de las tripulaciones de las necesidades de apoyo al combate y apoyo de servicios, re-completamientos y evacuaciones, pudiendo contar con personal ajeno a los vehículos (pero que se desempeñen como oficiales de enlace y oficiales de estado mayor).
Interacción entre los componentes del sistema
Los Instructores pueden utilizar varios componentes del C.A.O.S. para conducir su entrenamiento, una combinación entre vehículos tripulados, vehículos no tripulados y elementos conducidos por el Instructor Coordinador, y así replicar la organización de la fuerza de su unidad.
El C.A.O.S. solo puede generar un ambiente operacional por vez, se pueden ejecutar ejercicios independientes pero en un mismo escenario, y una sola cámara aérea, aunque se pueden modificar los objetos una vez comenzados, no es recomendable porque puede recargar el sistema y enlentecerlo.
Entrenamiento fuerza contra fuerza
El C.A.O.S permite conducir estos ejercicios sin afectar el rendimiento del sistema y siendo estos los ejercicios más reales, la limitante en el número de cabinas, solo permite sección VCI M1 contra sección de TL M24, o escuadras contra escuadras dentro de sus versiones y combate 3 a 1 (una sección de TL M24 contra un VCI M1). Todos estos ejemplos pueden utilizar los apoyos de fuego y aéreo cercano, así como ONT adjuntos a los respectivos, multiplicando así el entrenamiento de los tripulantes.
Comando desde el Simulador
Este modo, permite colocar al líder de la fracción en un módulo tripulado y usar a los Objetos No Tripulados (ONT) para conformar el resto de la fracción.
Los Líderes (ejecutando dentro de sus vehículos) lideran los ONT que se le asignaron. Ellos seguirán al líder a lo largo del campo, y cambiaran de formación de acuerdo a las órdenes que imparta el Jefe, contactándose con el Instructor Coordinador mediante los nombres claves preestablecidos en las IECOM particulares de la operación, y así ejecutar las diferentes acciones así como transmitir los diferentes reportes.
Utilizando este Modo de operación, las unidades pueden ejecutar ejercicios a un mayor nivel orgánico (a pesar de la falta de módulos tripulados), además de poder ejecutar ejercicios de Cuadros sin Tropas, o Juegos de Guerra sobre la Carta.
Ítems a detallar
Los Módulos Tripulados son réplicas de nuestras actuales plataformas de combate, confeccionadas con un alto grado de realismo, llevando a los alumnos a experimentar los mismos desafíos espaciales y motrices.
Los Módulos Tripulados C.A.O.S. se dividen en:
- TL M24 (Tanque Ligero)
- BVP- 1 (Vehículo de Combate de Infantería M1)

Los Módulos Tripulados C.A.O.S. pueden simular la mayoría de las funciones, pero no todas las que se pueden desarrollar en los vehículos reales.
También puede modificarse la carga de combate (combustible y munición) de cada vehículo, o minimizarla para aumentar la dificultad en las operaciones.
Como en la realidad, los Módulos Tripulados son afectados por daños a causa del combate o de fallas inherentes a los vehículos. Las tripulaciones experimentan daños en el combate, al ser alcanzados por los proyectiles de los Vehículos de otros Módulos Tripulados, o por orden del Instructor Coordinador. Las fallas inherentes a los vehículos incluyen perdidas de combustible, o rupturas en el sistema de rodamientos. Si las fracciones sufren bajas por cualquier razón, los líderes pueden solicitar que se los repare o reemplace.
El Módulo Tripulado LT M24 reproduce el desempeño del actual vehículo, así como sus sistemas de armas. Las tripulaciones del LT M24 puede adquirir y destruir ONT de cualquier tipo, así como otros Módulos Tripulados, utilizando el cañón de 75 mm, en caso de utilizar la ametralladora coaxial recalibrada 7,62 mm como fuego de supresión contra tropas simuladas.
Réplica de las estaciones de la tripulación. El Módulo Tripulado LT M24 contiene los controles e indicadores para cada tripulante con un alto grado de realismo.
El Módulo Tripulado BVP-1 reproduce el desempeño del actual vehículo, así como sus sistemas de armas. Las tripulaciones del BVP-1 puede adquirir y destruir ONT de cualquier tipo, así como otros Módulos Tripulados, utilizando el misil Sagger o el cañón de 73 mm, en caso de utilizar la ametralladora coaxial de 7,62 mm como fuego de supresión contra tropas simuladas.
El cumplimiento exitoso de la fase I (4 TLM-24 integrados en un mismo escenario virtual), ya será suficiente para posesionar a nuestro país en la vanguardia en lo que refiere a esta modalidad de simulación en la región y en un plano de similitud con pocos países del mundo que poseen estos sistemas de simulación, los cuales si bien poseen simuladores probablemente de mejor calidad dado los costos de millones de dólares que implican su adquisición a empresas, no cuentan con un porcentaje tripulaciones-simuladores mayor que nuestro país. Esta relación se transforma probablemente en insuperable si alcanzamos completar las fases dos y materializar el proyecto llevado adelante por el Arma de Caballería (2 Secc. de Veh. del tipo Cascabel).
Chile ha gastado varios millones de dólares en la adquisición de 3 simuladores de esta modalidad.
Brasil muestra orgullosamente un proyecto en desarrollo que se encuentra con mayores limitaciones que el nuestro, no conociéndose algún sistema de la modalidad en cuestión que haya sido adquirido a las empresas de la plaza comercial
EE. UU. posee un centro de simulación conocido como Close Combat Tactical Training (CCTT) de excelentísima calidad y que cuenta con un número aproximado de cabinas valor Fuerza de Tarea. Mencionado Centro tuvo un costo de US $ 243.000.000. confeccionado y patentado por Lockhedd Martin.
En el año 2004 varias empresas internacionales visitaron Uruguay ofreciendo estos mismos simuladores a costos que rondaban el millón de dólares por cada cabina, entre ellas se destacan una empresas rusa y otra israelí.
En el año 2008 nos visitó una empresa suiza ofreciendo entre otras cosas la modalidad de simulación en desarrollo. En esta oportunidad a modo de ejemplo se puede citar que tan solo el terreno virtual en donde se desarrollan las operaciones (64 m²) tenía un costo de US$ 1.000.000.